# La Chapelle-Saint-Jean
La Chapelle-Saint-Jean är en kommun i departementet Dordogne i regionen Nouvelle-Aquitaine i sydvästra Frankrike. Kommunen ligger i kantonen Hautefort som tillhör arrondissementet Périgueux. År 2022 hade La Chapelle-Saint-Jean 84 invånare.

## Befolkningsutveckling
Antalet invånare i kommunen La Chapelle-Saint-Jean
Referens:INSEE